# Герб Алтайского района (Хакасия)
Герб Алтайского района — официальный символ муниципального образования Алтайский район Республики Хакасии Российской Федерации.
Первый вариант герба утвержден в 2004 году, используемый в настоящее время утверждён решением Совета депутатов Алтайского района № 13 от 18 февраля 2016 года. Герб внесён в Государственный геральдический регистр Российской Федерации под регистрационным номером 10785.

## Описание и обоснование символики
Геральдическое описание (блазон) гласит:
В зелёном поле с серебряной оконечностью, обременённой положенными накрест чёрными молотами между расходящимися в стороны зелёными стеблями богородской травы — чёрный широкий выщербленный столб, окаймлённый серебром и обременённый золотым вырастающим колосом.
Алтайский район расположен в Койбальской степи, в Абакано-Енисейском междуречье. На востоке естественным рубежом, отделяющим район от правобережья — Красноярского края, — является р. Енисей. На западе района его границей является река Абакан. Район является сельскохозяйственным, ориентированным, в основном, на растениеводство. На территории района расположено Ново-Михайловское нефтегазовое месторождение, а также озеро Алтайское, на котором находится Алтайское месторождение лечебных грязей. Из крупных предприятий района стоит упомянуть ОАО «Разрез Изыхский», ООО "Разрез «Аршановский» (угледобыча), ООО «Аршановское», ООО «Андреевское», ООО «Бирюса» (сельское хозяйство).
Символика герба Алтайского района отражает его экономические, природные и национальные особенности.
В центре герба на чёрном фоне (символ залежей каменного угля и нефтеносных месторождений) изображен мощный золотой колос с девятью зёрнами — символ развитого земледелия, символ богатых урожаев, достигаемых тружениками всех девяти сельских поселений, составляющих единый район, а 19 остин колоса — аллегория всех населённых пунктов Алтайского района.
Слева и справа от чёрного столба серебром изображены волны, символизирующие реки Абакан и Енисей, омывающие территорию муниципального образования. Зелёный цвет слева и справа от волн символизирует рукотворные (на островах рек) и естественные лесные боры, располагающиеся на территории района. Перекрещённые молоты — символизируют промышленность района и высокую степень механизации сельского хозяйства. Национальный орнамент в виде богородской травы — символически указывает на принадлежность района Республике Хакасия.
Зелёный цвет символизирует весну и природу, здоровье, молодость и надежду. Серебро — символ чистоты, открытости, божественной мудрости, примирения. Чёрный цвет символизирует благоразумие, мудрость, скромность, честность и вечность. Золото — символ высшей ценности, величия, богатства, урожая.
Авторская группа — идея герба: Наталья Реунова (с. Краснополье); геральдическая доработка: Константин Мочёнов (Химки); художник и компьютерный дизайн: Анна Гарсия (Москва); обоснование символики: Вячеслав Мишин (Химки).

## История

### Герб 2004 года
Герб Алтайского района утверждён Решением Совета депутатов Алтайского района от 14 октября 2004 года № 55.

Герб муниципального образования Алтайский район представляет собой расположенный вертикально прямоугольный заострённый к низу щит, символизирующий лемех плуга, щит окрашен в белый цвет — символ чистоты помыслов и устремлений.
В центре щита по кругу изображены часть шестерёнки и хакасский национальный орнамент, символизирующие промышленность, механизацию сельского хозяйства и Республику Хакасия, на территории которой расположено муниципальное образование.
В центре круга на чёрном фоне — символе залежей каменного угля — изображён мощный желтый колос с девятью зернами — девятью территориальными управлениями.
Слева и справа от колоса голубым цветом изображены волны, символизирующие реки Абакан и Енисей, омывающие территорию муниципального образования, зелёный цвет слева и справа от волн символизируют рукотворные боры, лес на островах.
Внизу щита на фоне муаровой ленты — символе военных лет — изображена дата создания района.
В верхней части красными буквами написано: «Алтайский район» — красный цвет в оформлении герба символизирует преемственность поколений и верность традициям района.
Щит со всех сторон окантован жёлтой и красной полосами — жёлтый цвет символизирует цвет необъятной золотой степи, цвет спелых хлебов.— 
Решением Совета депутатов МО Алтайский район от 23 декабря 2005 г. № 110 в Решение от 14.10.2004 г внесены некоторые изменения касательно правил использования герба.

### Геральдическая доработка и герб 2015 года
Герб Алтайского района утверждён Решением Совета депутатов Алтайского района от 24 сентября 2015 года № 65. Согласно тексту Положения о гербе:

2.1. Геральдическое описание герба Алтайского района:
В зелёном поле с серебряной оконечностью, обременённой чёрным ободом шестерни между расходящимися в стороны зелёными стеблями богородской травы, причем внутри шестерни показаны чёрные молоты накрест — чёрный широкий выщербленный столб, окаймленный серебром и обременённый золотым вырастающим колосом
…
"2.3. Варианты герба Алтайского района, указанные в п. 2.2 настоящего Положения в соответствии с Методическими рекомендациями по разработке и использованию официальных символов муниципальных образований (Раздел 2, Глава VIII, пункты 45, 46), утверждёнными Геральдическим Советом при Президенте Российской Федерации 28.06.2006 года, могут воспроизводиться со статусной короной установленного образца (Приложения 4-6).
2.4. Варианты герба Алтайского района указанные в пунктах 2.2, 2.3, 2.4, 2.5 — равно допустимы. Приложения 1-6 к настоящему Положению, являются неотъемлемыми частями настоящего Положения.
2.5. Обоснование символики герба Алтайского района.
Алтайский район расположен в Койбальской степи, в Абакано-Енисейском междуречье. На востоке естественным рубежом, отделяющим район от правобережья — Красноярского края, — является р. Енисей. На западе района его границей является река Абакан. Район является сельскохозяйственным, ориентированным, в основном, на растениеводство. На территории района расположено Ново-Михайловское нефтегазовое месторождение, а также озеро Алтайское, на котором находится Алтайское месторождение лечебных грязей. Из крупных предприятий района стоит упомянуть ОАО «Разрез Изыхский», ООО "Разрез «Аршановский» (угледобыча), ООО "Аршановское, ООО «Андреевское», ООО «Бирюса» (сельское хозяйство).
Символика герба Алтайского района отражает его экономические, природные и национальные особенности.
В центре герба на чёрном фоне (символ залежей каменного угля и нефтеносных месторождений) изображен мощный золотой колос с девятью зёрнами — символ развитого земледелия, символ богатых урожаев, достигаемых тружениками всех девяти сельских поселений, составляющих единый район, а 19 остин колоса — аллегория всех населённых пунктов Алтайского района.
Слева и справа от чёрного столба серебром изображены волны, символизирующие реки Абакан и Енисей, омывающие территорию муниципального образования.
Зелёный цвет слева и справа от волн символизирует рукотворные (на островах рек) и естественные лесные боры, располагающиеся на территории района.
Шестерня и перекрещённые молот и молоток — символизируют промышленность района и высокую степень механизации сельского хозяйства.
Национальный орнамент по сторонам от шестерни в виде богородской травы — символически указывает на принадлежность района Республике Хакасия.
Зелёный цвет символизирует весну и природу, здоровье, молодость и надежду.
Серебро — символ чистоты, открытости, божественной мудрости, примирения.
Чёрный цвет символизирует благоразумие, мудрость, скромность, честность и вечность.
Золото — символ высшей ценности, величия, богатства, урожая.
2.6. Авторская группа: идея герба: Реунова Наталья (с. Краснополье); геральдическая доработка: Константин Мочёнов (Химки); художник и компьютерный дизайн: Анна Гарсия (Москва); обоснование символики: Вячеслав Мишин (Химки)
Современный вариант герба района (аналогичный варианту 2015 года, но без шестерни) утверждён в 2016 году.